# Chloris Andina
Chloris Andina, (abreviado Chlor. Andina), é um livro com ilustrações e descrições botânicas que foi escrito pelo médico, micólogo e botânico inglês, Hugh Algernon Weddell. Foi publicado em 2 volumes nos anos 1855-1857 [-1861], com o nome de Chloris andina: essai d’une flore de la region alpine des Cordillères de l’Amérique du Sud (dois vols.) (1855-1861) - constitui a sexta parte da Expédition dans les parties centrals de l’Amérique du Sud (1850-1859) de Francis de Castelnau